# Jermachan Ibraimow
Jermachan Sagijewicz Ibraimow (ur. 1 stycznia 1972) – kazachski bokser, dwukrotny medalista olimpijski.

## Kariera amatorska
W 1996 roku zdobył brązowy medal podczas igrzysk olimpijskich w Atlancie. W półfinale pokonał go Alfredo Duvergel, który zdobył srebrny medal.
W 1997 roku zdobył srebrny medal na mistrzostwach świata w Budapeszcie. W finale przegrał ze swoim pogromcą z igrzysk olimpijskich Alfredo Duvergelem.
W 1999 roku zdobył brązowy medal na mistrzostwach świata w Houston w finale pokonał go Jorge Gutiérrez.
W 2000 roku zdobył złoty medal na igrzyskach olimpijskich w Sydney. W finale pokonał Rumuna Mariana Simiona.